# IC 4532
IC 4532 је спирална галаксија у сазвјежђу Волар која се налази на листи објеката дубоког неба у Индекс каталогу.
Деклинација објекта је + 23° 15' 23" а ректасцензија 15h 4m 53,7s. Привидна величина (магнитуда) објекта IC 4532 износи 14,6 а фотографска магнитуда 15,4. IC 4532 је још познат и под ознакама CGCG 135-6, PGC 53828.